# Nicola Pesaresi
Nicola Pesaresi (ur. 11 lutego 1991 w Loreto) – włoski siatkarz, reprezentant Włoch, grający na pozycji libero.

## Sukcesy klubowe
Puchar Challenge:
- 2016[3], 2021

Puchar Włoch:
- 2017

Liga Mistrzów:
- 2017

Mistrzostwo Włoch:
- 2017, 2025[4]

Klubowe Mistrzostwa Świata:
- 2024[5]

## Sukcesy reprezentacyjne
Igrzyska Śródziemnomorskie:
- 2013